# ديفيد إدغار

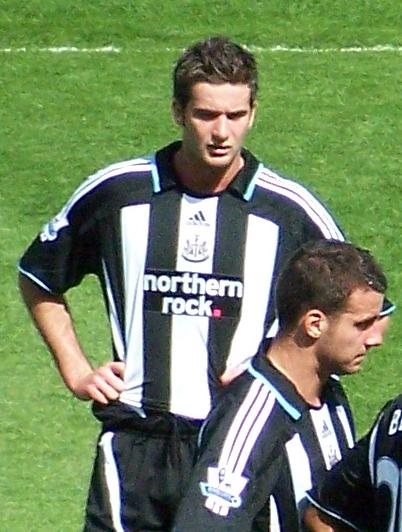
ديفيد إدغار

ديفيد إدوارد إدغار، من مواليد 19 مايو 1987 في كيتشينر في كندا، لاعب كرة قدم كندي.
بدأ مسيرته الكروية مع نادي نيوكاسل يونايتد الإنجليزي في عام 2005، وهو يلعب معهم حتى الآن.

## روابط خارجية
- ديفيد إدغار على موقع الدوري الأمريكي (الإنجليزية)
- ديفيد إدغار على موقع قاعدة بيانات كرة القدم.إي يو (الإنجليزية)
- ديفيد إدغار على موقع ناشيونال فوتبول تيمز (الإنجليزية)
- ديفيد إدغار على موقع Soccerbase.com (لاعب) (الإنجليزية)
- ديفيد إدغار على موقع Soccerway.com (الإنجليزية)
- ديفيد إدغار على موقع عالم كرة القدم.نت (الإنجليزية)
- ديفيد إدغار على موقع AS.com (الإسبانية)